# Anistia Internacional
A Anistia (português brasileiro) ou Amnistia (português europeu) Internacional (em inglês: Amnesty International) é uma organização não governamental que defende os direitos humanos com mais de 7 milhões de membros e apoiantes em todo o mundo. O objetivo declarado da organização é "realizar pesquisas e gerar ações para prevenir e acabar com graves abusos contra os direitos humanos e exigir justiça para aqueles cujos direitos foram violados".
A Anistia Internacional foi fundada em Londres em 1961, após a publicação do artigo The Forgotten Prisoners no The Observer, em 28 de maio de 1961, pelo advogado Peter Benenson. A organização chama a atenção para violações e abusos de direitos humanos e realiza campanhas para o cumprimento das leis e normas internacionais, comumente mobilizando a opinião pública para pressionar os governos a tomar iniciativas para prevenir ou coibir essas práticas. A organização recebeu o Prêmio Nobel da Paz em 1977 por sua campanha contra a tortura e o Prêmio das Nações Unidas no Campo dos Direitos Humanos em 1978.
No domínio das organizações internacionais de direitos humanos, a Anistia Internacional tem a segunda história mais longa (depois da Federação Internacional de Direitos Humanos) e é a mais reconhecida, sendo que estabelece padrões para o movimento como um todo.

## História
A Amnistia Internacional foi fundada em 1961 pelo advogado britânico Peter Benenson, na sequência de uma notícia publicada no ano anterior pelo jornal Daily Telegraph sobre a condenação de dois jovens estudantes portugueses a sete anos de prisão por gritarem "viva a liberdade" numa esplanada no centro de Lisboa durante o regime de Salazar. O causídico apelou aos países que libertassem pessoas detidas por motivos de consciência, incluindo convicções políticas e religiosas, preconceitos raciais ou linguísticos.
O movimento foi formalmente lançado com a publicação, em 28 de Maio desse ano, no jornal The Observer, do artigo The Forgotten Prisioners, denunciando vários casos mundiais.
Em 2025, a Amnistia Internacional foi declarada uma organização indesejável na Rússia.

## Atuação
A Amnistia Internacional averigua denúncias de prisões políticas, torturas ou execuções. Para isso, o Secretariado Internacional, através do seu Departamento de Investigação, recolhe toda a informação possível relacionada com os casos suspeitos, e, se necessário, envia missões de investigação ou para a observação de julgamentos. Mas o movimento obriga-se à imparcialidade das suas tomadas de decisão e, para isso, impõe às suas estruturas operacionais, suas células de base, que não recebam nem tratem casos relacionados com o próprio país. As únicas exceções são o trabalho de divulgação ativa dos direitos humanos, a luta contra a pena de morte ou a proteção dos refugiados objeto de perseguição política nos seus países de origem.[carece de fontes?]

## Nobel da Paz
O papel desempenhado por esta organização não-governamental em relação aos direitos humanos foi, e continua a ser, de tal ordem importante que, em 1974, Sean MacBride, presidente da organização, recebeu o Nobel da Paz. Três anos mais tarde a própria organização foi galardoada pelo mesmo prémio.

## Críticas e controvérsias

### Relações com o governo britânico
No início da história da Amnistia Internacional, como agora é comprovado por vários documentos, ela foi secretamente apoiada pelo Ministério das Relações Exteriores do Reino Unido. Em 1963, o Ministério Britânico instruiu seus agentes no exterior a fornecer "apoio discreto" para as campanhas da Anistia. No mesmo ano, Benenson escreveu ao Ministro do Gabinete Colonial, Lorde Lansdowne, uma proposta para apoiar um “conselheiro de refugiados” na fronteira do que agora é o Botswana e a África do Sul. A Anistia pretendia ajudar as pessoas que fugiam da fronteira com a vizinha África do Sul, mas não aquelas que estavam ativamente engajadas na luta contra o Apartheid. Benenson escreveu:
Gostaria de reiterar nossa visão de que esses territórios [britânicos] não devem ser usados para ações políticas ofensivas por parte dos oponentes do governo sul-africano (...) A influência comunista não deve ser permitida a se espalhar nesta parte da África, e em dada a delicada situação atual, a Amnistia Internacional gostaria de apoiar o Governo de Sua Majestade em tal política.
No ano seguinte, a AI deixou de classificar Nelson Mandela como “prisioneiro de consciência”, porque ele foi condenado por violência pelo governo sul-africano. Mandela também havia sido membro do Partido Comunista Sul-Africano.
Em viagem ao Haiti, o Ministério britânico também auxiliou Benenson em sua missão ao Haiti, onde se disfarçou por medo de que os haitianos descobrissem que o governo britânico patrocinava sua visita. Quando seu disfarce foi revelado, Benenson foi severamente criticado pela mídia.

Na colônia britânica de Áden, uma província do Iêmen, um funcionário da anistia sueco escreveu um relatório sobre tortura em uma prisão britânica. O relatório não foi publicado pela Anistia. Houve diferentes alegações sobre o motivo pelo qual não foi publicado. De acordo com Benenson, o secretário-geral da Anistia, Robert Swann, suprimiu-o em deferência ao Ministério das Relações Exteriores. De acordo com o cofundador Eric Baker, tanto Benenson quanto Swann se encontraram com o secretário de Relações Exteriores George Brown em setembro e lhe disseram que estavam dispostos a adiar a publicação se o Ministério das Relações Exteriores prometesse que isso não ocorreria novamente. Um memorando do Lord Chancellor Gerald Gardiner, um político do partido trabalhista, afirma que:
A Anistia reteve a queixa sueca enquanto pôde simplesmente porque Peter Benenson não queria fazer nada para prejudicar o governo trabalhista.
Benenson então viajou para Áden e relatou que nunca tinha visto uma "situação mais feia" em sua vida. Ele então disse que agentes britânicos haviam se infiltrado na Anistia e reprimido o relatório. Mais tarde, documentos surgiram implicando que Benenson tinha conexões com o governo britânico, o que deu início ao Caso das cartas Harry. Ele então renunciou, alegando que a inteligência britânica e americana havia se infiltrado na Anistia e estavam subvertendo seus valores. Após estes acontecimentos, apelidados de "Crise da Amnistia de 1966-67", a relação entre a Amnistia e o Governo Britânico foi suspensa. A AI jurou que, no futuro, "não deve apenas ser independente e imparcial, mas não deve ser colocada em uma posição onde qualquer outra coisa possa ser alegada" e o Ministério das Relações Exteriores advertiu que "por enquanto, nossa atitude com a Anistia Internacional deve ser uma de reserva”.

### Aprovação de falsidades no Iraque
Em 1990, quando o governo dos Estados Unidos estava decidindo se invadiria ou não o Iraque, uma mulher do Kuwait, conhecida no Congresso apenas pelo primeiro nome, Nayirah, disse ao congresso que quando o Iraque invadiu o Kuwait, ela ficou para trás depois que alguns de seus familiares foram embora o país. Ela disse que era voluntária em um hospital local quando soldados iraquianos roubaram as incubadoras com crianças e as deixaram congelarem até a morte. A Amnistia Internacional, que tinha investigadores dos direitos humanos no Kuwait, confirmou a história e ajudou a divulgá-la. A organização também inflou o número de crianças mortas no roubo para mais de 300, mais do que o número de incubadoras disponíveis nos hospitais municipais do país. Essa história muitas vezes foi citado por pessoas pró-guerra, incluindo os membros do Congresso que votaram pela aprovação da Guerra do Golfo, como uma das razões para lutar. Depois da guerra, descobriu-se que a mulher estava mentindo, a história foi inventada e seu sobrenome não foi informado porque seu pai era delegado do governo do Kuwait na mesma audiência do Congresso. A história toda ficou conhecida como 'a Testemunha de Nayirah'.

## Prémios e honrarias
- Em 1977 recebeu o Prémio Nobel da Paz [13]
- A 14 de Setembro de 2001 a Amnistia Internacional foi feita Membro-Honorário da Ordem da Liberdade de Portugal.[14]
- Em 2004, a A. I. foi homenageada no Brasil com a Medalha Chico Mendes de Resistência dada pelo Grupo Tortura Nunca Mais, por sua defesa dos direitos humanos.
- Em 2011, quando a Amnistia Internacional comemorou o seu 50.º aniversário e a sua secção portuguesa 30 anos, a Câmara Municipal de Lisboa homenageou esta instituição com a atribuição do seu nome aos Jardins de Campolide, localizados na confluência da Rua de Campolide, a Avenida José Malhoa e a Rua Cardeal Saraiva, na freguesia de Campolide.[15]